# 2576 Yesenin
2576 Yesenin è un asteroide della fascia principale. Scoperto nel 1974, presenta un'orbita caratterizzata da un semiasse maggiore pari a 3,0883978 UA e da un'eccentricità di 0,1280074, inclinata di 12,16264° rispetto all'eclittica.
L'asteroide è dedicato al poeta russo Sergej Aleksandrovič Esenin.